# Panrawat Kittikorncharoen
Parnrawat Kittikorncharoen (en tailandés: ปาณรวัฐ กิตติกรเจริญ 2 de diciembre de 1982 † 9 de diciembre de 2007) conocido como Big D2B o "Shin Chan" a causa de sus espesas cejas.

## Biografía
Fue un cantante tailandés que entró a la industria musical tras unirse a Panasonic Star Challenge, un concurso de canto en colaboración de RS Public Company Limited. El 22 de julio de 2003 Grande fue su camino de vuelta a casa de Bangkok a Samut Prakan, a partir de un duro día de trabajo y la falta de sueño, Grande y su amigo, Prasopchoke Chookrajang, estaba en el auto junto con el conduciendo por Srinakarin Road justo después de la medianoche, su amigo se había quedado dormido y Big había perdido el control de su automóvil y se volcó en una zanja sucia. Por suerte para los dos, un transeúnte vio que esto lo sucedido y les ayudó a ambos a cabo. Chatchawal Chakatrijkul dijo que no estaba respirando Big lo que tuvo que llamar a la ambulancia en llegar. Fue llevado de emergencia al Hospital Vachiraprakan en Samut Prakan. El 4 de agosto de 2003 Big regresó al hospital después de quejarse de dolores de cabeza, le dijo entonces que tenía que someterse a una cirugía para extraer un hongo que le afectaba al cerebro. Big en su condición de salud empeoró y fue enviado al Hospital Siriraj, debido a las complicaciones. Falleció el 9 de diciembre de 2007, sólo siete días después de su cumpleaños número 25. La noticia de su muerte se extendió como un relámpago por todo Tailandia. Los fanes de todo el país fue a ver a Big por última vez para darle el último adiós. La ceremonia fue muy concurrida y generó un fuerte impacto emocional en sus seguidores. El 19 de marzo de 2008 fue el último día del funeral de 100 días. Un montón de gente vino a ver a Big por última vez. El Rey de Tailandia envió a su nieta, SAR la Princesa Siriwannawari Nariratana, para enviar su mensaje de dolor a sus seres queridos que vivían en Hawái. Tras el funeral de Big, su cuerpo fue incinerado y las cenizas fueron esparcidas en Pranburi al día siguiente. Las promociones de RS ha decidido compilar canciones de Big para crear un nuevo álbum titulado "gran memoria" como un homenaje. Los beneficios del álbum fueron dadas a Mr. & Mrs. Udom Kittikorncharoen, sus padres que viven en Hawái.

## Show

### Álbumes musicales
- D2B
- D2B Summer.
- D2B Type II.
- D2B Mixa

### Conciertos
- D2B Summer Concert
- Marathon Club Expo
- D2B Good time
- D2B The Miracle Concert

### Filmografía
- Sung Horn (Omen)

### Drama
- Wai Rai Freshy

### Publicidades
- Swensen
- Pepsi
- Mistine Cosmetics
- Ponds
- Panasonic mobile phone